# توماس هرناندز
توماس هرناندز (انگلیسی: Tomás Hernández; ۱۹ فوریهٔ ۱۹۳۰ – ۲ ژانویهٔ ۱۹۸۲) بازیکن فوتبال اهل اسپانیا بود.
از باشگاه‌هایی که در آن بازی کرده‌است می‌توان به باشگاه فوتبال رئال ساراگوسا، باشگاه فوتبال اوئسکا، باشگاه فوتبال لاس پالماس، و باشگاه فوتبال بارسلونا اشاره کرد.
وی همچنین در تیم‌های ملی فوتبال Spain B national football team و اسپانیا بازی کرده‌است.